# Thysanomitrion nigrescens
Thysanomitrion nigrescens là một loài Rêu trong họ Dicranaceae. Loài này được (Mitt.) P. de la Varde miêu tả khoa học đầu tiên năm 1922.